# Filip Gorazd Martinek
Filip Gorazd Martinek (* 23. května 1993 Kyjov) je český filosof, teolog, kněz, spisovatel, básník a původně akční umělec. Působí v brněnské diecézi Církve československé husitské.

## Studium
Narodil se v Kyjově. Jeho děd František Martinek byl politický vězeň komunistického režimu a blízký přítel Josefa Brykse. Vyrůstal ve Strážnici, kde se zajímal o místní historii, památky a lidové pověsti a kde také v roce 2013 absolvoval středoškolská studia grafického designu. Jako součást své praktické maturitní práce vydal sbírku básní Chrám. V roce 2017 absolvoval v atelieru Tomáše Rullera, pro kterého také pracoval, na Fakultě výtvarných umění Vysokého učení technického v Brně. Při tomto studiu intermediální a digitální tvorby byl aktivně zapojen do výzkumu mezi Islandskou univerzitou a Vysokým učením technickým (2015–2016), přičemž v roce 2015 poprvé přednášel na akademické půdě, konkrétně na Mezinárodní konferenci o intuici v Brně. Během studia na VUT si doplnil vzdělání v oblasti pedagogiky pro výuku odborných předmětů a také zesílil jeho zájem o filosofii, o kterou se začal zajímat již při studiu střední školy.
Díky setkání s Tomášem Machulou se dostal k samotnému akademickému studiu filosofie na Teologické fakultě Jihočeské univerzity v Českých Budějovicích. Zabýval se zejména Tomášem Akvinským, analytickou filosofií v její aristotelsko-scholastické podobě a následně realistickou fenomenologií. Skrze Jaroslava Vokouna, který jej učil filosofii vědy, se dostal k hlubšímu studiu teologie, kde byl žákem Karla Skalického. V roce 2020 získal cenu rektora Jihočeské univerzity za mimořádné studijní výsledky a studium zakončil s červeným diplomem jako magistr filosofie. Roku 2024 se pak stal magistrem teologie.
Od roku 2020 se pod vedením Kaliopi Chamonikoly ve svém doktorském studiu výzkumu v umění a designu na Katedře teorií a dějin umění Fakulty výtvarných umění Vysokého učení technického věnuje disertační práci Performativita jurodivosti jako filosoficko-teologický problém. V říjnu 2022 nastoupil na Slovenskou akademii věd.

## Působení v církvi

Při liturgii na Slovanském hradišti v Mikulčicích.

V roce 2020 začal pracovat v centru duchovní obnovy plzeňské diecéze Církve československé husitské. Roku 2021 přijal jáhenské a kněžské svěcení v husitském kostele Jana Husa a Jeronýma Pražského, mučedníků kostnických, v Mirovicích. Posléze byl ustanoven farářem v Písku (2021–2022), kde konal pastorační péči také v tamním domově pro seniory. Společně se starokatolickým knězem Václavem Divišem se pokoušel oživit bohoslužebný život a rozvíjení křesťanské spirituality, meditace a mystiky v návesní kapli v Topělci. V zimě 2021 byl navíc ustanoven jako administrátor excurrendo v Milevsku. Na Písecku byl výrazně ekumenicky činný. Z plzeňské diecéze se poté přesunul do brněnské, kde působí jako pomocný kněz. Období písecké služby zmapoval v duchovním zápisníku Modlitba k Sofii, který vydal v roce 2022. Vrátil se do rodné Strážnice, kde pod volnou záštitou Církve československé husitské a s pohostinností olomoucké arcidiecéze římskokatolické církve a Řádu chudobných řeholních kleriků Matky Boží zbožných škol koná nedělní bohoslužby v místní kapli sv. Rocha, přičemž zde slouží čelem k oltáři a zády k lidu. V roce 2023 vedl ve Strážnici křesťanské meditace v prostoru památníku Jednoty bratrské a bratrského školství za kostelem Panny Marie. Ve své duchovenské práci klade důraz na eucharistickou úctu. Hlásí se k ortodoxii a katolické tradici, což není preferováno vedením Církve československé husitské. Přispívá do Českého zápasu (psal např. o katolické moderně). 

## Další činnost a členství
- V roce 2015 byl odborným stážistou v archivu České televize, kde se zabýval bezpečnostní analýzou nevyřešených otázek období komunistické totality.
- V letech 2018–2020 byl delegátem Jihočeské univerzity ve Studentské komoře Rady vysokých škol ČR, kde byl členem komise pro vědeckou činnost a komise pro umělecké vysoké školy.
- Od roku 2020 je členem správní rady Muzejního a vlastivědného spolku ve Strážnici, který spravuje městské muzeum Strážnice. V letech 2018–2021 se věnoval péči o strážnickou synagogu, v níž pořádal akci Noc kostelů (2019, 2020), Červenou středu (2021) či výstavy výtvarného umění, judaismu a taktéž popularizační přednášky o duchovních dějinách Strážnice.
- Dlouhodobě spolupracuje na projektech muzea v Hrubé Vrbce.

## Literární dílo

### Knihy
- Mám ruce admirála (Knihy s úsměvem, 2023) – sbírka básní z let 2013–2017
- Modlitba k Sofii (Malovaný kraj, 2022) – duchovní zápisník[pozn. 1][1]
- Cundrla: zjevit obraz (Malovaný kraj, 2021)[2] – život a dílo malíře a učitele Františka Cundrly
- Historie a duchovnost synagogy ve Strážnici (Plzeňská diecéze CČSH, 2020)[3] – průvodce
- Chrám (Albert, 2013)[4] – sbírka básní z let 2008–2013

#### Příspěvky v knihách
- MARTINEK, F. G. Arteakt srdce. In: EMINGER, Zdeněk Ambrož; MÍČKA, Roman; ŠTĚCH, František a VEBER, Tomáš (ed.). Je vám to pojem?: k 90. narozeninám Karla Skalického. Brno: Centrum pro studium demokracie a kultury, 2024, s. 116–122.

### Články
- příspěvky v časopise Strážničan[5]
- příspěvky v periodiku Český zápas[6]
- Pocta strážnickému malíři[7] (recenze)
- MARTINEK, F. G.: Lidská osoba jako imago Dei. Communio: časopis Starokatolické církve v ČR, č. 1/2020, s. 33–36.
- MARTINEK, F. G.: A Small Note on the Relationship Between Christianity and Performance (Art). In: Osičková, K. & Brinda, A. & Dlouhý, P (eds.). Remote Performance Art. Performance Crossings 2020 and the Disappearance of Live Performance. Praha: Cross Club – Cross Attic, 2021, s. 47–50.

### Rozhovory pro periodika
- Kněz, či umělec? Martinek je obojím : MF Dnes Brno a jižní Morava, 10. 10. 2023
- Od studia designu k Bohu. Církev se musí zmodernizovat, říká mladý kněz : iDnes Brno[8]